# او (فیلم ۱۹۲۵)
او (انگلیسی: She) فیلمی در ژانر فانتزی است که در سال ۱۹۲۶ منتشر شد. از بازیگران آن می‌توان به بتی بلایت و کارلیل بلکول اشاره کرد.